# Yeon-ga-si
Yeongasi (kor.: 연가시) – południowokoreański katastroficzny dreszczowiec fantastycznonaukowy z roku 2011 w reżyserii Parka Jung-woo.

## Opis fabuły
Jae-Hyuk (Kim Myung-min) jest byłym adiunktem biochemii, który po stracie majątku na giełdzie papierów wartościowych zmuszony był podjąć pracę w charakterze przedstawiciela handlowego koncernu farmaceutycznego JoaPharm, który stanowi część międzynarodowej grupy BronStar.
Jae-pil (Dong-wan Kim), młodszy brat Jae-Hyuka, jest uzależnionym od giełdy oficerem śledczym policji, któremu przydzielono sprawę martwych ciał wyławianych z rzeki Han. Okazuje się, że sprawcą serii zgonów jest zmutowany pasożyt drucieniec, który może kontrolować ludzkie działanie. Podczas gdy władze państwowe próbują zapobiec epidemii, Jae-Hyuk i Jae-pil podejmują próbę ocalenia żony i dzieci Jae–Hyuka, u których pojawiły się objawy choroby.

## Obsada
- Kim Myeong-min – adiunkt Jae-hyeok
- Moon Jung-hee – Kyeong-soon
- Kim Dong-wan – detektyw Jae-pil
- Lee Ha-nui – Yeon-joo
- Eom Ji-seong – Joon-woo
- Yeom Hyeon-seo – Ye-ji
- Kang Shin-il -doktor Hwang
- Jo Deok-hyeon – Tae-won
- Jeon Kuk-hwan – premier
- Choi Jeong-woo – minister Zdrowia
- Lee Hyeong-cheol – James Kim
- Jeong In-gi – sales office manager
- Song Young-chang – dr Kim
- Choi Il-hwa – prezydent
- Kim Se-dong – szef działu produkcji